# Refuge faunique national Izembek
Le refuge faunique national Izembek (en anglais : Izembek National Wildlife Refuge) est une réserve faunique située en Alaska aux États-Unis. Son statut a été établi en 1980 par l'Alaska National Interest Lands Conservation Act.

## Situation
Il est le plus petit des National Wildlife Refuges d'Alaska. Il s'étend sur la côte nord-ouest de la mer de Béring dans le Borough des Aléoutiennes orientales, entre les eaux riches de la mer de Béring et du golfe d'Alaska. Son administration se trouve à Cold Bay.
Le cœur du parc est constitué par le lagon Izembek, de 30 milles (48 km) de long et de 5 milles (8 km) de large, un écosystème côtier qui héberge une des plus vastes concentrations de zostères.

## Oiseaux
Plusieurs millions d'espèces migratrices et d'oiseaux marins peuvent y être observés. Cette abondance et cette diversité ont entraîné en 1986 le classement en zone humide protégée par la Convention de Ramsar. En 2001, le refuge Izembek a aussi été considéré comme important par l'American Bird Conservancy.
On y trouve la bernache du Pacifique (environ 150 000 oiseaux), la bernache du Canada (55 000), l'oie empereur (6 000) ainsi que l'eider de Steller (23 000) qui y passe à chaque automne .

## Autres espèces
D’autres animaux communs dans la nature sauvage comprennent l’ours brun, le phoque, le morse, l’otarie de Steller, la loutre de mer et le caribou du troupeau du sud de la péninsule de l’Alaska.
Les rapaces qui s’attaquent aux nombreuses espèces de rongeurs, d’oiseaux et de poissons  comprennent les pygargues à tête blanche et les aigles royaux, les faucons à pattes rugueuses, les gyrfalcons et les faucons pèlerins de Peale. Les mammifères marins sont communs dans les eaux productives entourant ce refuge. Les phoques communs, les lions de mer de Steller et les loutres de mer habitent les eaux côtières et les lagunes voisines. Les orques, les baleines grises et les petits rorquals peuvent parfois être vus alors qu’ils migrent le long du rivage et parfois à l’intérieur de la lagune d’Izembek.

## Controverse
Un projet de route, traversant le refuge pour relier King Cove à Cold Bay, réclamé par les résidents des deux localités, s'est heurté aux arguments des écologistes craignant pour la survie des oiseaux migrateurs .

## Galerie de photos du parc

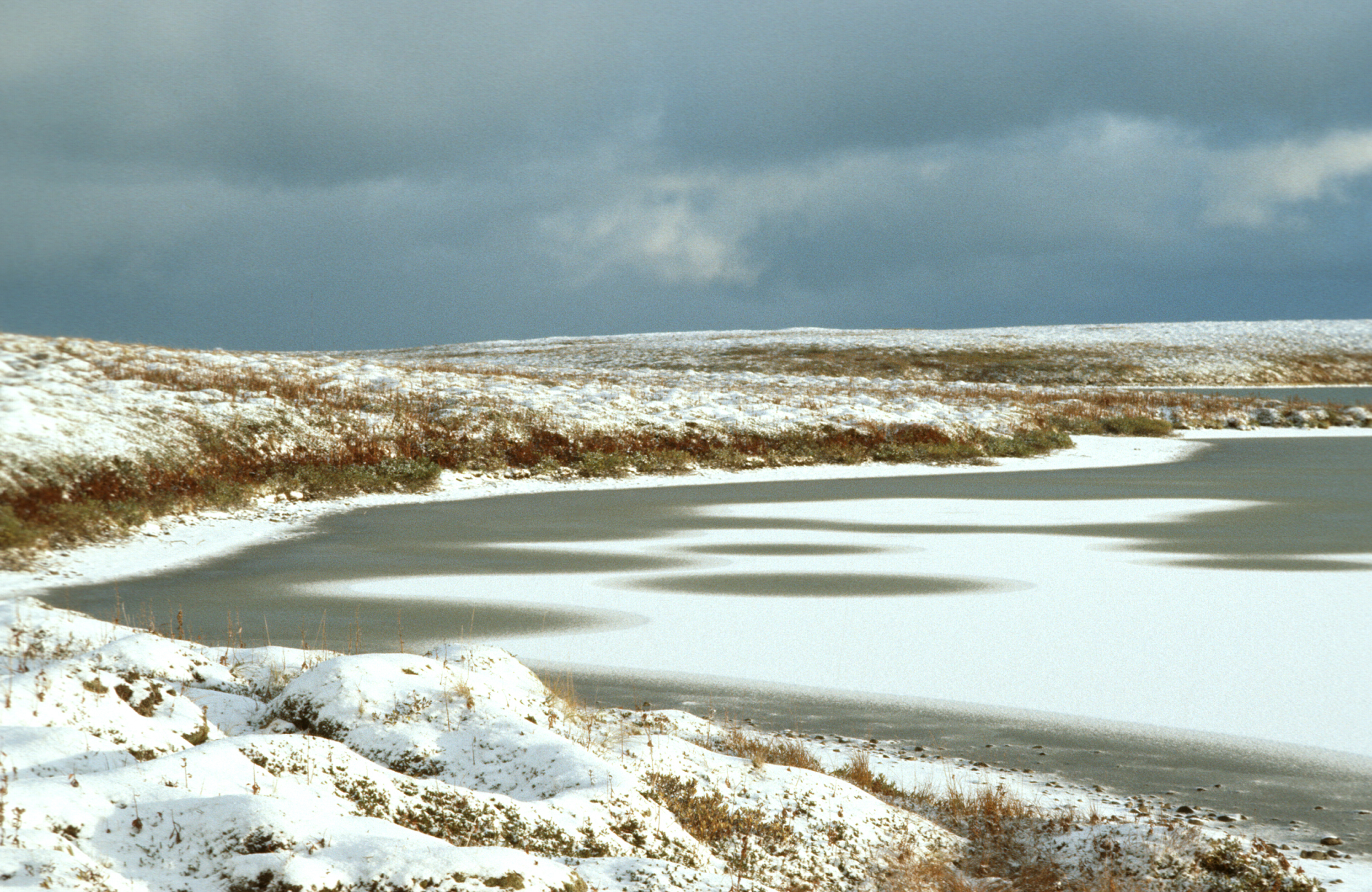
Le parc en hiver
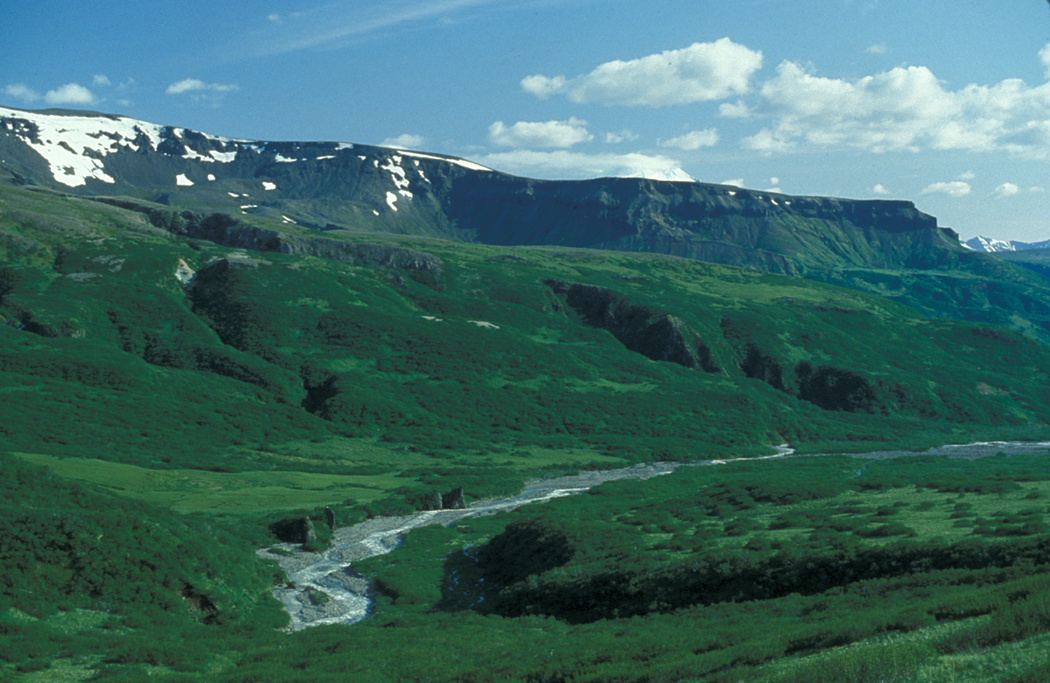
Vallée Lefthand
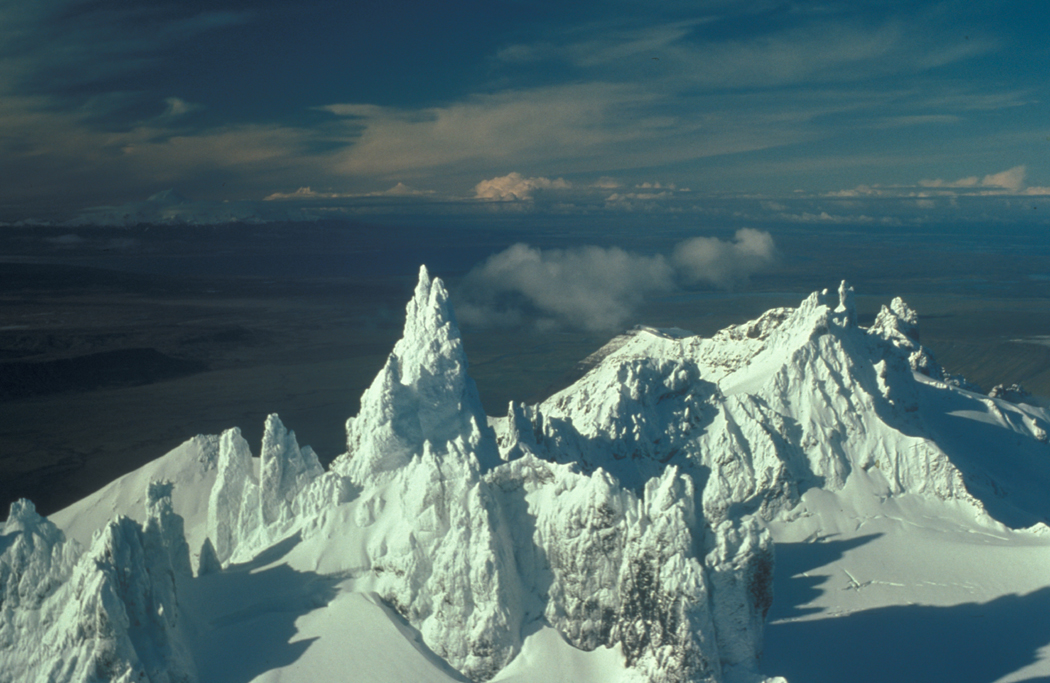
Pic Aghileen
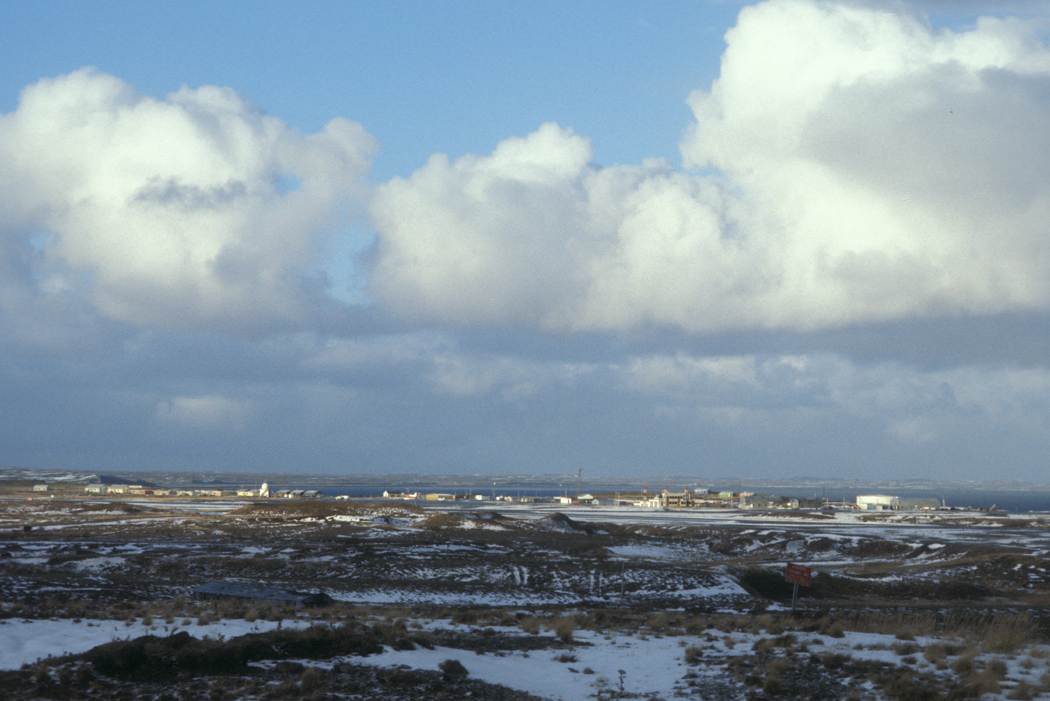
Vue du parc avec Cold Bay

## Galerie de photos de la faune ornithologique

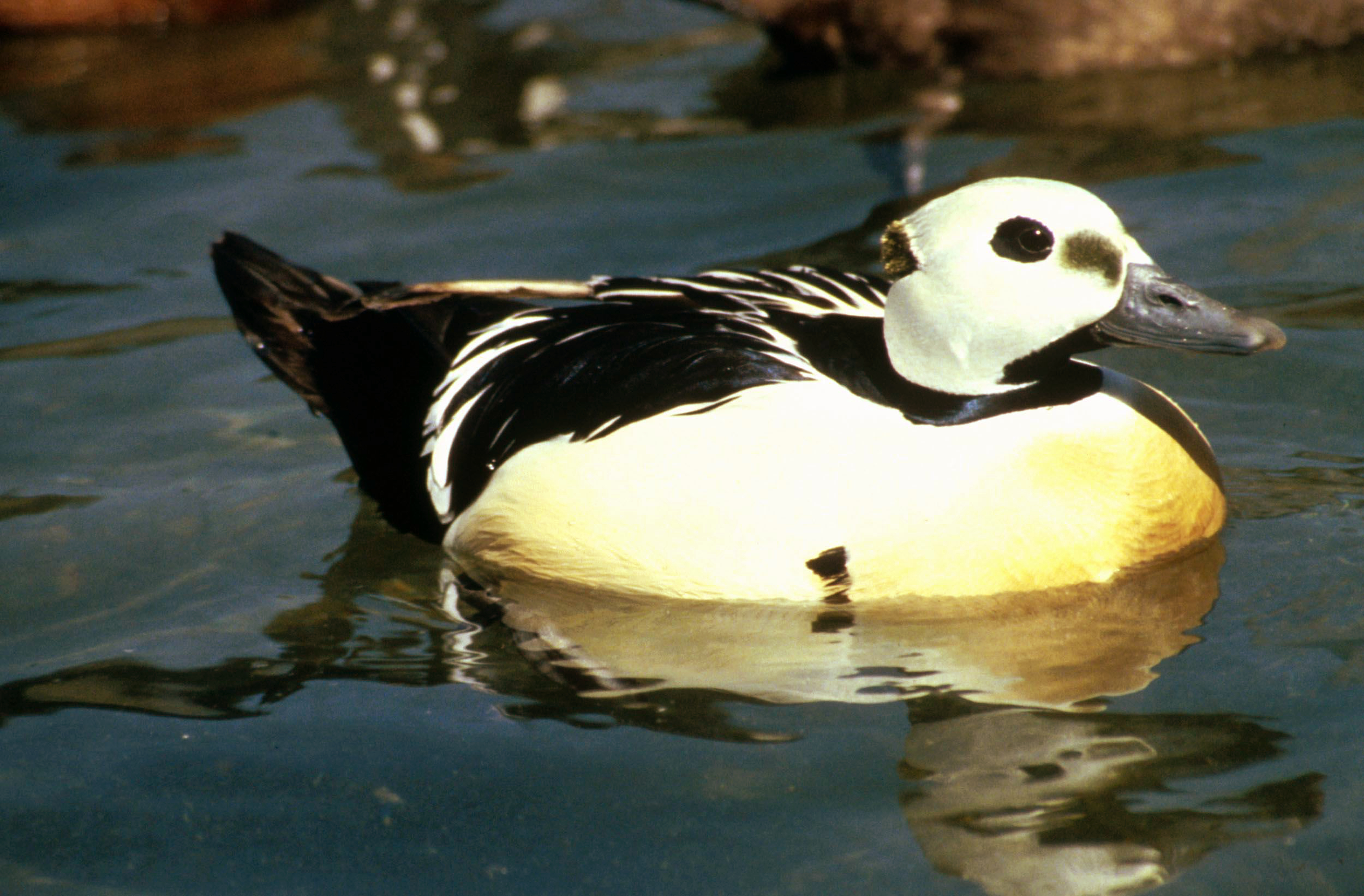
Eider de Steller
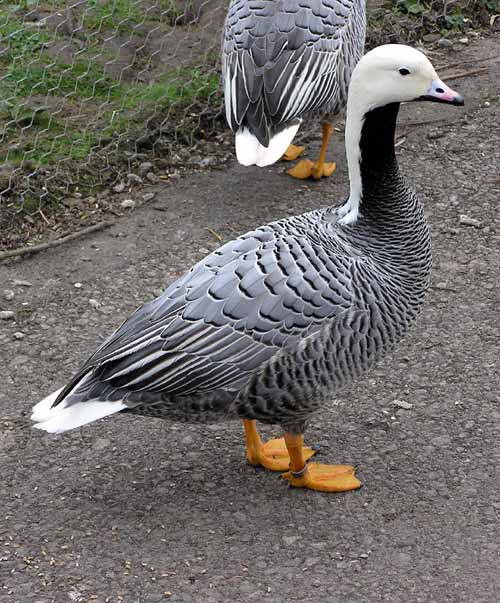
Oie empereur
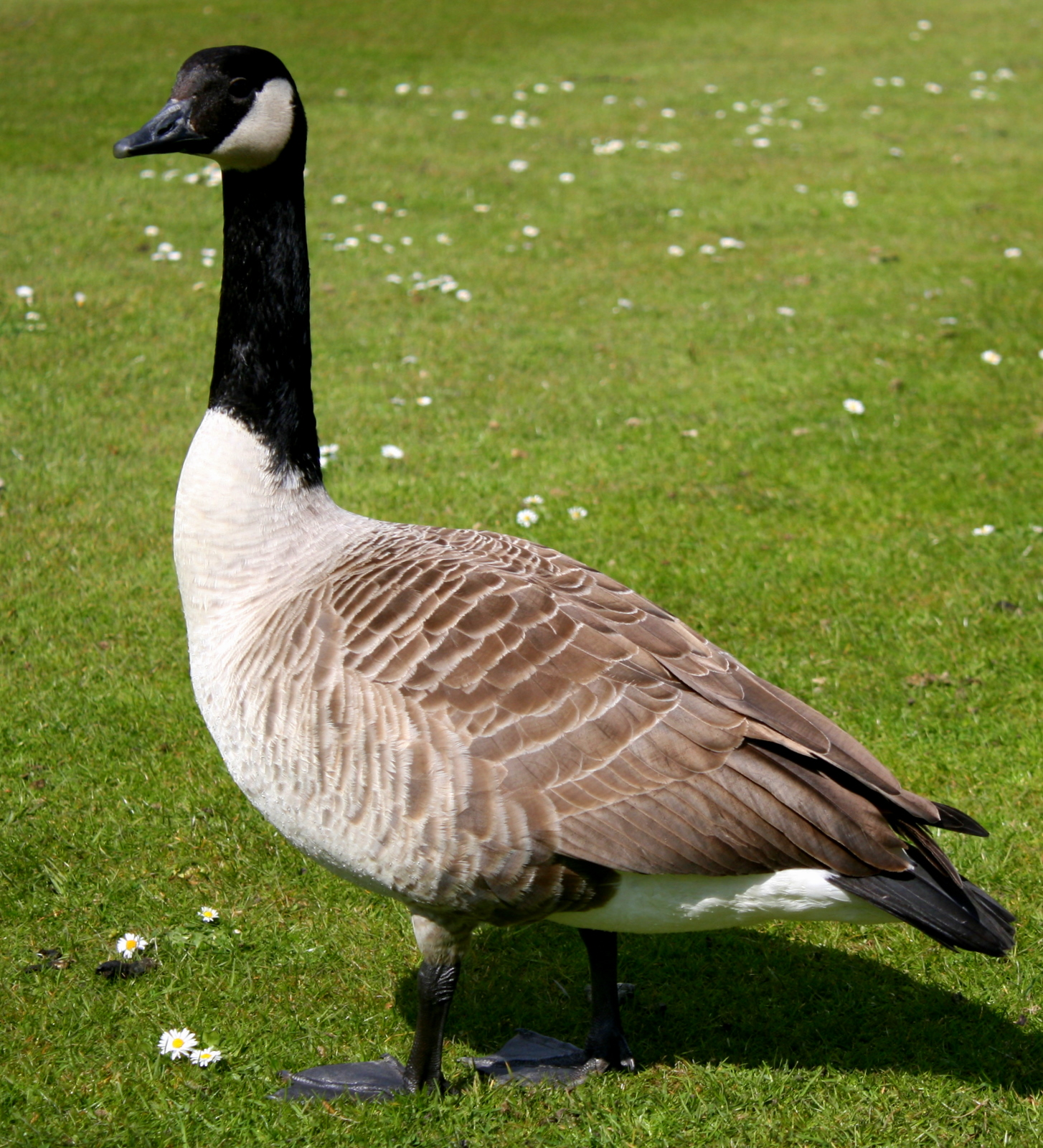
Bernache du Canada
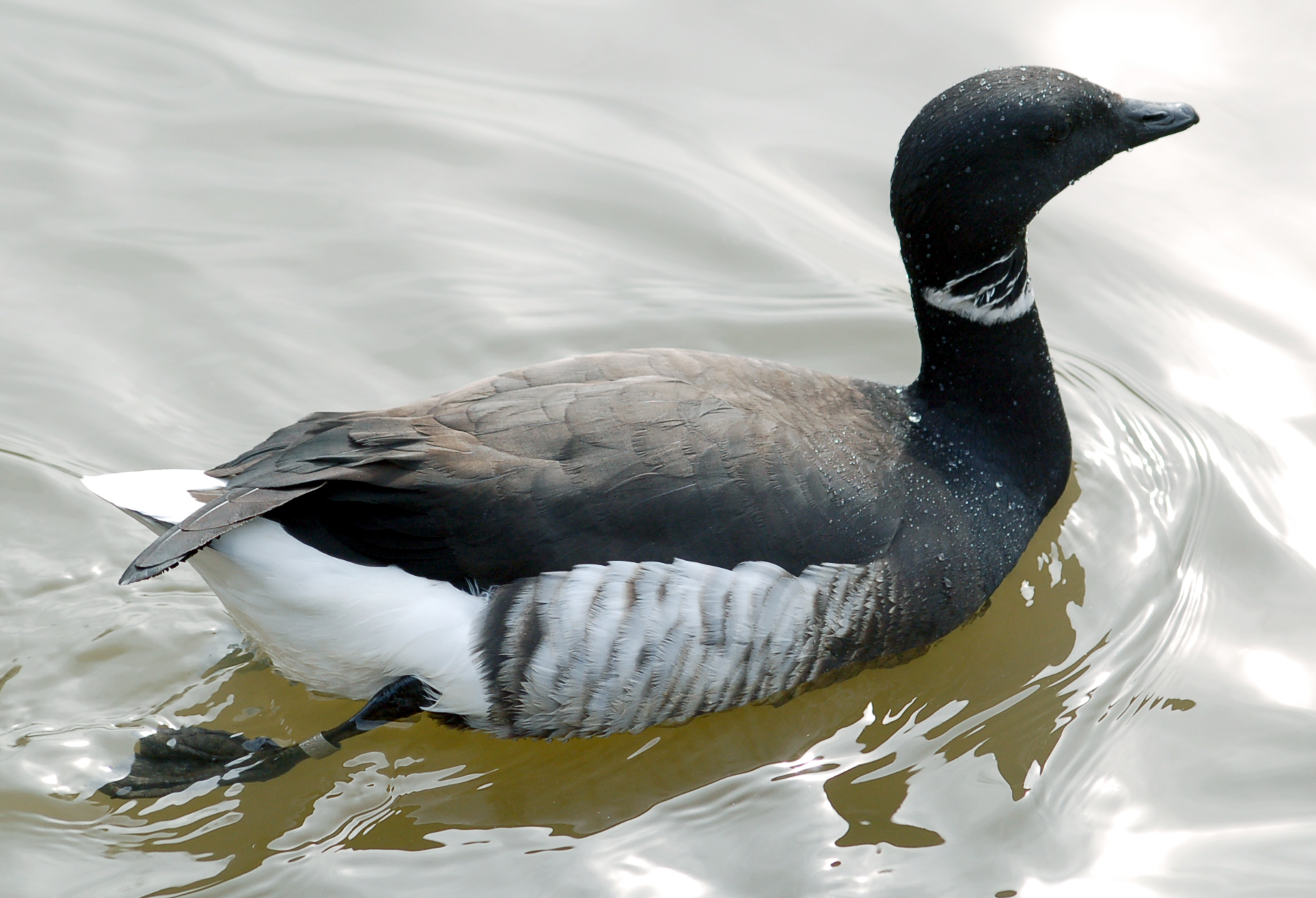
Bernache du Pacifique